# Vanessa Crone
Vanessa Crone (ur. 29 października 1990 w Aurora) – kanadyjska łyżwiarka figurowa, startująca w parach tanecznych. Uczestniczka igrzysk olimpijskich (2010), brązowa medalistka mistrzostw czterech kontynentów (2011), brązowa medalistka finału Grand Prix (2010), wicemistrzyni świata juniorów (2008) oraz mistrzyni Kanady (2011).

## Kariera

### Kariera juniorska
Vanessa Cronze debiutowała w zawodach juniorów młodszych w kategorii par tanecznych z Paulem Poirier. Para rozpoczęła wspólną jazdę w maju 2001 r. Byli zarówno mistrzami Kanady juniorów młodszych jak i juniorów. W sezonie 2007/08 zostali wicemistrzami świata juniorów oraz wygrali dwa zawody z cyklu Junior Grand Prix w Chorwacji i Rumunii. W finale Junior Grand Prix zajęli czwarte miejsce. W tym samym czasie debiutowali w seniorskich mistrzostwach Kanady, gdzie także zajęli miejsce tuż za podium. 

### Kariera seniorska
W latach 2008–2011 Crone i Poirier występowali w zawodach międzynarodowych w kategorii seniorów. Regularnie stawali na podium zawodów z cyklu Grand Prix i mistrzostwach Kanady. W sezonie 2009/10 zadebiutowali na Zimowych Igrzyskach Olimpijskich 2010 w Vancouver. Na zawodach olimpijskich zajęli 15. miejsce w tańcu obowiązkowym, 17. miejsce w tańcu oryginalnym i 12. miejsce w tańcu dowolnym co pozwoliło im osiągnąć notę łączną 164.60 pkt i dało ostatecznie 14. miejsce. W sezonie 2010/11 wygrali Skate Canada International i zakwalifikowali się do finału Grand Prix w Pekinie, gdzie wygrali brązowy medal. Pod nieobecność pretendentów do tytułu krajowego Virtue/Moir, Poirier i Crone zostali mistrzami Kanady. Ich ostatnim wspólnym występem były mistrzostwa świata w Moskwie, gdzie zajęli 10. miejsce. Para ogłosiła rozstanie 2 czerwca 2011 r. po 10 latach wspólnej kariery.
Po rozstaniu z Poirier, Crone szukała nowego partnera w 2012 r., lecz bez rezultatów. W 2016 r. podtrzymywała, że jest otwarta na propozycję partnerstwa, jednak w międzyczasie skupiła się na szkoleniu i nauce techniki łyżwiarskiej hokeistów na lodzie.

## Osiągnięcia

### Pary taneczne

#### Z Paulem Poirier

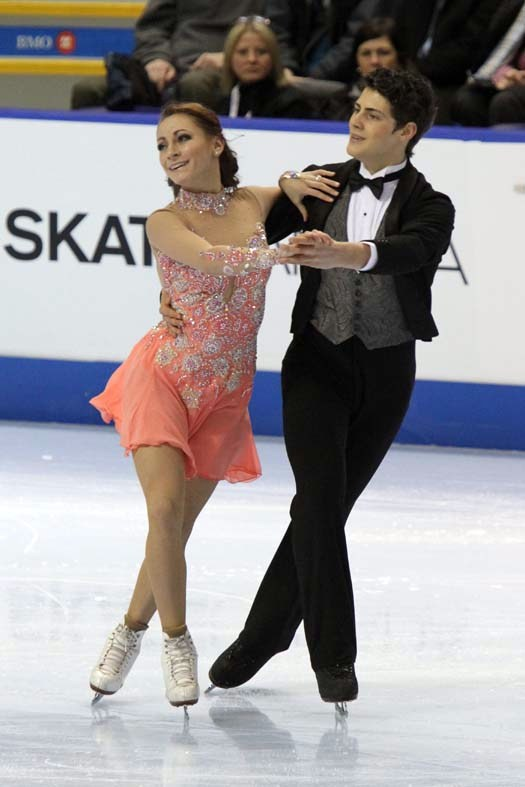
Crone i Poirier na mistrzostwach Kanady 2011

| Zawody                                | 03–04          | 04–05          | 05–06          | 06–07          | 07–08          | 08–09          | 09–10          | 10–11          |                |                |                |                |                |                |                |                |                |
| Międzynarodowe                        | Międzynarodowe | Międzynarodowe | Międzynarodowe | Międzynarodowe | Międzynarodowe | Międzynarodowe | Międzynarodowe | Międzynarodowe | Międzynarodowe | Międzynarodowe | Międzynarodowe | Międzynarodowe | Międzynarodowe | Międzynarodowe | Międzynarodowe | Międzynarodowe | Międzynarodowe |
| ------------------------------------- | -------------- | -------------- | -------------- | -------------- | -------------- | -------------- | -------------- | -------------- | -------------- | -------------- | -------------- | -------------- | -------------- | -------------- | -------------- | -------------- | -------------- |
| Igrzyska olimpijskie                  |                |                |                |                |                |                | 14             |                |                |                |                |                |                |                |                |                |                |
| Mistrzostwa świata                    |                |                |                |                |                | 12             | 7              | 10             |                |                |                |                |                |                |                |                |                |
| Mistrzostwa czterech kontynentów      |                |                |                |                |                | 4              |                | 3              |                |                |                |                |                |                |                |                |                |
| GP Finał Grand Prix                   |                |                |                |                |                |                | 6              | 3              |                |                |                |                |                |                |                |                |                |
| GP NHK Trophy                         |                |                |                |                |                |                | 3              |                |                |                |                |                |                |                |                |                |                |
| GP Rostelecom Cup                     |                |                |                |                |                |                | 4              |                |                |                |                |                |                |                |                |                |                |
| GP Skate America                      |                |                |                |                |                |                |                | 2              |                |                |                |                |                |                |                |                |                |
| GP Skate Canada International         |                |                |                |                |                | 2              |                | 1              |                |                |                |                |                |                |                |                |                |
| GP Trophée Eric Bompard               |                |                |                |                |                | 4              |                |                |                |                |                |                |                |                |                |                |                |
| Międzynarodowe: Kategorie młodzieżowe |                |                |                |                |                |                |                |                |                |                |                |                |                |                |                |                |                |
| Mistrzostwa świata juniorów           |                |                |                | 9              | 2              |                |                |                |                |                |                |                |                |                |                |                |                |
| JGP Finał                             |                |                |                |                | 4              |                |                |                |                |                |                |                |                |                |                |                |                |
| JGP w Andorze                         |                |                | 7              |                |                |                |                |                |                |                |                |                |                |                |                |                |                |
| JGP w Chorwacji                       |                |                |                |                | 1              |                |                |                |                |                |                |                |                |                |                |                |                |
| JGP w Norwegii                        |                |                |                | 3              |                |                |                |                |                |                |                |                |                |                |                |                |                |
| JGP w Rumunii                         |                |                |                |                | 1              |                |                |                |                |                |                |                |                |                |                |                |                |
| JGP na Tajwanie                       |                |                |                | 5              |                |                |                |                |                |                |                |                |                |                |                |                |                |
| Krajowe                               |                |                |                |                |                |                |                |                |                |                |                |                |                |                |                |                |                |
| Mistrzostwa Kanady                    | 12 N           | 1 N            | 6 J            | 1 J            | 4              | 2              | 2              | 1              |                |                |                |                |                |                |                |                |                |

### Solistki
| Mistrzostwa Kanady | 13 J |